# Tân Phố, Tân Trúc

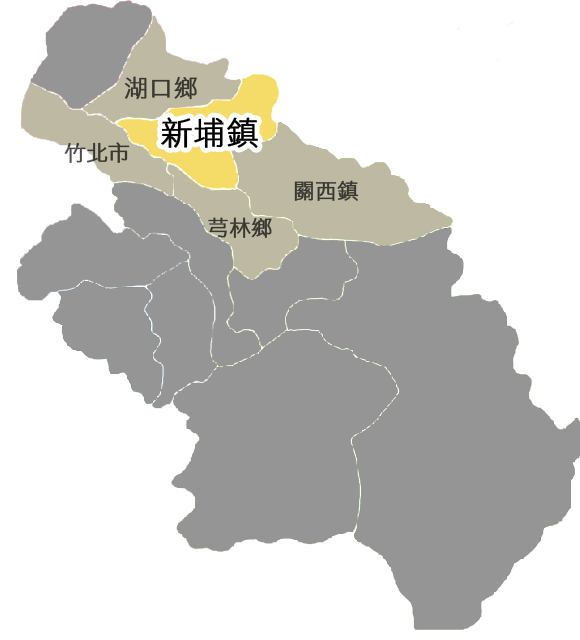
Vị trí tại Tân Trúc (màu vàng đậm)

Tân Phố (tiếng Trung: 新埔鎮; bính âm: Xīn bù zhèn) là một trấn của huyện Tân Trúc, tỉnh Đài Loan, Trung Hoa Dân Quốc (Đài Loan). Trấn có địa hình cao nguyên và thuộc lưu vực của sông Phượng Sơn. Tổng diện tích của trấn là 72,1911 km², dân số vào tháng 8 năm 2011 là 35.299 người thuộc 10.437 hộ gia đình, mật độ cư trú đạt 489 người/km².